# Delta Axiou - Loudia - Aliakmοna - Eyruteri periοchi - Axioupοli
Delta Axiou - Loudia - Aliakmοna - Eyruteri periοchi - Axioupοli este o arie protejată (arie specială de conservare — SAC, sit de importanță comunitară — SCI) din Grecia întinsă pe o suprafață de 41.495,69 ha, integral pe uscat.

## Localizare
Centrul sitului Delta Axiou - Loudia - Aliakmοna - Eyruteri periοchi - Axioupοli este situat la coordonatele 40°33′14″N 22°41′43″E / 40.553915°N 22.695144°E.

## Înființare
Situl Delta Axiou - Loudia - Aliakmοna - Eyruteri periοchi - Axioupοli a fost declarat sit de importanță comunitară în august 1996 pentru a proteja 16 specii de animale. Situl a fost protejat și ca arie specială de conservare în martie 2011.

## Biodiversitate
Situată în ecoregiunile marină mediteraneană și mediteraneană, aria protejată conține 13 habitate naturale: Estuare, Lagune de coastă, Golfuri mici largi și golfuri puțin adânci, Salicornia și alte specii anuale care populează regiunile mlăștinoase și nisipoase, Pășuni mediteraneene udate de apa mării (Juncetalia maritimi), Tufărișuri halofile mediteraneene și termo-atlantice (Sarcocornetea fruticosi), Lacuri eutrofice naturale cu vegetație de tip Magnopotamion sau Hydrocharition, Râuri mediteraneene cu debit permanent cu specii de Paspalo-Agrostidion și galerii riverane de Salix și de Populus alba, Pajiști umede mediteraneene cu ierburi înalte de Molinio-Holoschoenion, Păduri mixte riverane de Quercus robur, Ulmus laevis și Ulmus minor, Fraxinus excelsior sau Fraxinus angustifolia, de-a lungul marilor râuri (Ulmenion minoris), Galerii de Salix alba și de Populus alba, Păduri de Platanus orientalis și Liquidambar orientalis (Platanion orientalis), Galerii și tufărișuri riverane sudice (Nerio-Tamaricetea și Securinegion tinctoriae).
La baza desemnării sitului se află mai multe specii protejate:
- mamifere (3): vidră de râu (Lutra lutra), delfin mare (Tursiops truncatus), urs brun (Ursus arctos)
- nevertebrate (2): Lindenia tetraphylla, Ophiogomphus cecilia
- pești (6): Alosa fallax, Barbus balcanicus, Cobitis vardarensis, Rhodeus meridionalis, Romanogobio elimeius, câră (Sabanejewia balcanica)
- reptile (5): șarpele cu patru dungi (Elaphe quatuorlineata), țestoasa de baltă (Emys orbicularis), Mauremys rivulata, Testudo graeca, țestoasă bănățeană (Testudo hermanni)

Pe lângă speciile protejate, pe teritoriul sitului au mai fost identificate 4 specii de plante, 6 specii de amfibieni, 13 specii de mamifere, 2 specii de nevertebrate, 8 specii de pești, 14 specii de reptile.